# Лумбовка (река)
Лу́мбовка — река на Кольском полуострове. Длина — 80 км. Площадь бассейна — 1040 км².
Река расположена в северо-восточной части Кольского полуострова. Берёт начало от слияния двух ручьёв, впадает в Лумбовский залив рядом с селом Лумбовка.
Река порожистая, пороги встречаются на всём протяжении реки. Имеет множество притоков, самыми большими являются реки Верхний и Нижний Эукуриок, Верхний и Нижний Пунтэй.
Название реки Лумбовка произошло от саамского слова лумбал — проточное озеро.